# Grzegorz I (patriarcha Aleksandrii)
Grzegorz I – prawosławny patriarcha Aleksandrii w latach 1243–1263.